# Ivan Hetsko
Ivan Mychajlovytj Hetsko, född 6 april 1968 i Dnepropetrovsk, Ukrainska SSR, Sovjetunionen, är en ukrainsk och sovjetisk före detta professionell fotbollsspelare.
Hetsko är känd för det att bli första målskytt för Ukraina efter Sovjetunionens fall 1991. Landskampen spelades i Uzhgorod den 29 april 1992 mot Ungern. Hetsko byttes in mot Oleg Salenko i den 59:e minuten och gjorde mål i matchens sista minut. Han gjorde totalt ett mål på fyra landskamper för Ukraina och fem landskamper för Sovjetunionen.
Hetsko slutade 2002.